# Gárdony
Gárdony és una ciutat del comtat de Pest, Hongria al costat del llac Velence i és una destinació popular de l'estiu.
La ciutat es divideix en tres parts: Gárdony, Agard i Dinnyés, que són a la riba sud del llac. El nom de Gadony es creu que es va originar l'any 1200, i hi ha almenys un escrit conegut de 1260 que parla de Gardun.
L'estiu milers de turistes visiten el llac, conegut com una destinació ideal per portar a la família i practicar esports aquàtics com rem, natació, vela i pesca gaudir del llac. A la riba, hi ha instal·lacions per a voleibol, bàsquet, tennis i futbol. A més, hi ha espectacles programats durant els mesos d'estiu.